# Participation de la police canadienne aux opérations de paix

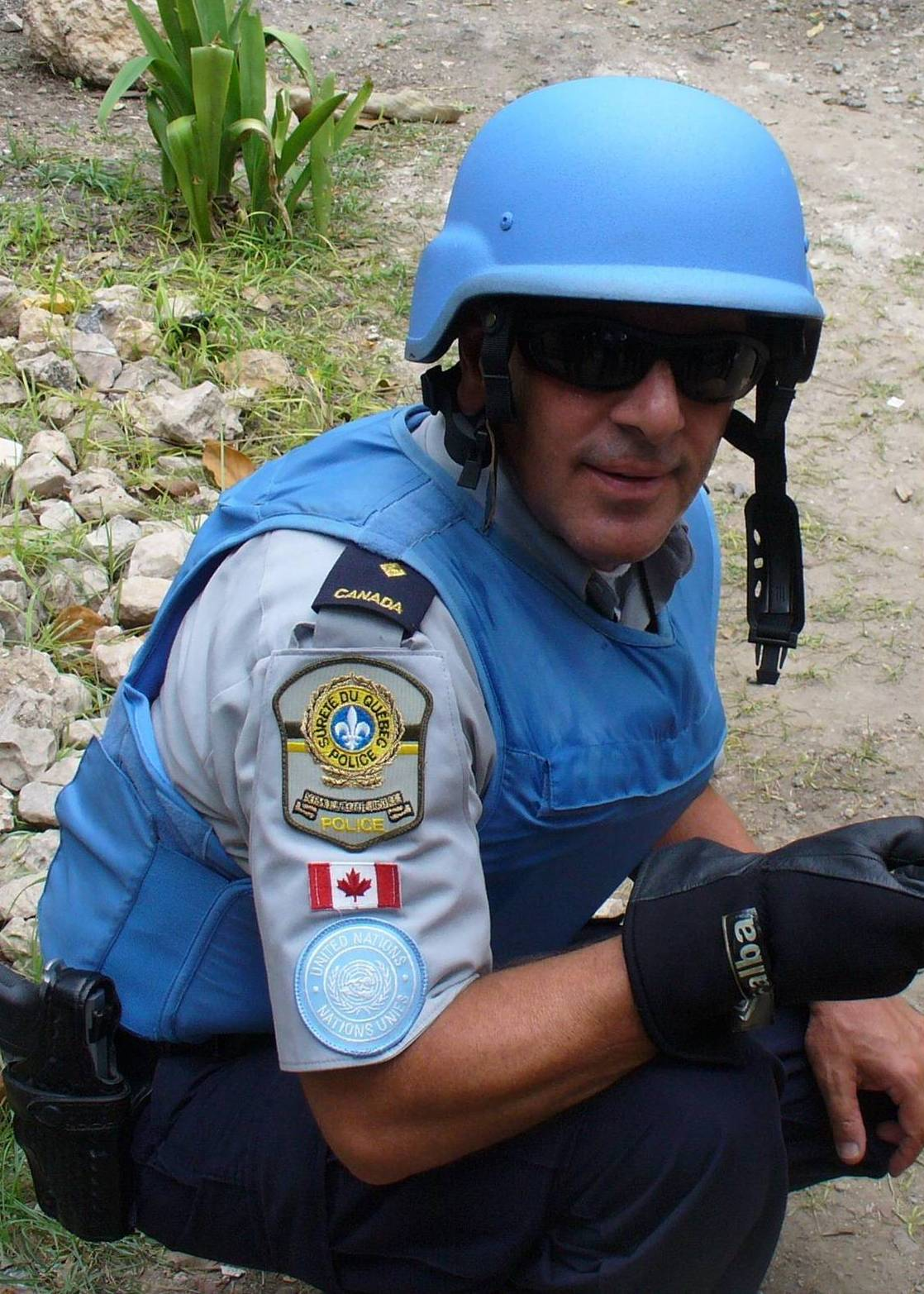
UNPOL de la Sûreté du Québec lors d'une mission de paix

Depuis vingt ans, le Canada déploie des policiers dans le cadre de diverses missions de maintien de la paix à l’étranger. Ces agents participent à la réorganisation et au renforcement des services de police dans les pays ayant vécu des conflits ou des bouleversements. En aidant la police étrangère à être davantage en mesure de maintenir l’ordre public, les policiers canadiens, en collaboration avec des partenaires internationaux, contribuent à instaurer un climat plus sécuritaire et plus stable dans ces pays.

## Système de déploiement canadien: un modèle fédéré de partenariat
Les organisations policières canadiennes participent à l’effort du Canada en matière d’opérations de paix sous la coordination de la Gendarmerie royale du Canada (GRC). Les premiers déploiements policiers canadiens ont eu lieu en 1989 avec le déploiement d’une centaine de policiers de la GRC en Namibie.
Depuis 1995, les agents provenant de services de police municipaux, provinciaux et régionaux se sont ajoutés à leurs collègues de la GRC. En 2010, les effectifs de la police canadienne à l’international sont composés d’environ 70 % de policiers provinciaux et municipaux. Les policiers sont sélectionnés, préparés, puis prêtés par leur organisation à la GRC qui coordonne l’ensemble des missions policières canadiennes. Depuis cette date, environ 2 800 déploiements de 2 300 policiers canadiens ont été faits dans plus de 50 missions de paix.
En 2010, les policiers canadiens en mission provenaient majoritairement de la GRC, de la Sûreté du Québec et du Service de police de la Ville de Montréal, en plus des contributions du Service de la sécurité publique de Saguenay, du Service de police de la ville de Québec, de la Sécurité publique de Rivière-du-Loup et du Service de police de Saint-Jérôme, et de la Police provinciale de l'Ontario.
Fait à souligner, les policiers canadiens participent aux opérations de paix provenant de plusieurs organisations internationales : ONU, Union européenne, et l'Organisation pour la sécurité et la coopération en Europe (OSCE) en sont quelques exemples.  L'Arrangement sur la police civile au Canada (APCC) conclu entre plusieurs ministères permet de décider le nombre et l'endroit où les policiers canadiens seront déployés. Cet accord a été révisé en 2006.
Les systèmes de déploiement de policiers en opération de paix dépendent habituellement du système policier présent dans le pays. Il peut être centralisé (modèle français), fédéré (modèle canadien, australien, etc.), ou utiliser des ressources privées (États-Unis).

## Missions en cours
Les policiers canadiens sont présents sur les théâtres d’opérations suivants :
- Haïti
- Afghanistan
- Soudan
- Côte d’Ivoire
- Kosovo
- Israël (mission de police de l'Union européenne pour les territoires palestiniens)

### Mission des Nations unies pour la stabilisation en Haïti (MINUSTAH)

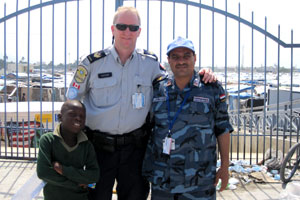
UNPOL de la Sûreté du Québec déployé au sein de la MINUSTAH

- Participation des policiers canadiens = depuis 2004
- Principale langue de travail = français
- Armée - non armée = armée
- Durée de l’affectation = neuf mois
- Nombre de déploiements autorisés = 150

Depuis 2004, le travail des membres de la police canadienne en Haïti s’inscrit dans le cadre de la Mission des Nations unies pour la stabilisation en Haïti (MINUSTAH). Le mandat légal que l’ONU a confié à la MINUSTAH consiste alors à aider au rétablissement et au maintien de l’État de droit, de la sécurité publique et de l’ordre public en Haïti (résolution UNSC 1542 (2004)). La mission a donc pour but d’assurer la stabilisation du pays, la tenue d’élections libres, et la reconstruction des institutions haïtiennes dans un climat de sécurité. L’élément policier de la MINUSTAH a pour mandat de créer un environnement plus sûr et d’ «aider le gouvernement à surveiller, restructurer et réformer la Police nationale haïtienne, conformément aux normes d'une police démocratique ». Les UNPOL déployés en Haïti sont armés, mais ils n’ont pas le mandat de mettre en application les lois du pays. La présence de la police canadienne y est alors remarquée autant sur le plan des enquêtes, du renseignement, de la restructuration de la police haïtienne, ou encore à l’Académie de police d’Haïti. Il faut cependant noter que la participation canadienne à la reconstruction des forces de l’ordre haïtiennes existait même avant la MINUSTAH. En fait, les policiers canadiens sont déployés en Haïti dans un effort de reconstruction depuis le début des années 1990.
Le tremblement de terre du 12 janvier 2010 en Haïti est cependant venu changer la donne. Les objectifs originaux de la mission se voient désormais joint aux besoins criants de reconstruction et de stabilisation du pays. Le 19 janvier 2010, le conseil de sécurité des Nations unies vote ainsi la résolution 1908 (2010) autorisant l’augmentation des effectifs militaires et civils de la MINUSTAH ; on consent alors au déploiement de 3 500 militaires supplémentaires, élevant à 8 940 le compte total de casques bleus dans le pays, ainsi qu’à l’augmentation de la présence des policiers civils (UNPOL) portant dorénavant leur nombre à 3 711.
Afin d’apporter un support supplémentaire à la population haïtienne, le gouvernement canadien annonçait, à la suite du séisme, que les effectifs policiers en Haïti allaient passer de 85 à 150. En date du 1er juillet 2010, le Canada compte conséquemment 131 UNPOL en sol haïtien.

### Missions de police canadiennes en Afghanistan
- Participation des policiers canadiens : depuis 2007
- Principale langue de travail : anglais
- Armée - non armée : armée
- Durée de l’affectation : neuf à douze mois
- Nombre de déploiements autorisés : 50 au total pour les missions en Afghanistan

#### Mission des Nations unies en Afghanistan (MANUA)
La Mission des Nations unies en Afghanistan (MANUA) a pour but de promouvoir la paix et la stabilité du pays en dirigeant les efforts de la communauté internationale, de concert avec le gouvernement de l’Afghanistan, pour reconstruire le pays et renforcer les bases de la paix et de la démocratie constitutionnelle. Le policier canadien d’expérience affecté à la MANUA à Kaboul veillera à ce que les effectifs canadiens contribuent aux efforts de la mission en vue de remettre sur pied le Service de police national de l’Afghanistan et le ministère de l’Intérieur.

#### Équipe de reconstruction de la province de Kandahar (ERP-K)
L’Équipe de reconstruction provinciale à Kandahar (ERP-K) canadienne est une opération militaire et civile de reconstruction. Les policiers civils canadien affectés sont chargés de soutenir la constitution et à l'établissement des forces policières afghanes locales. De plus, ils fournissent des conseils sur le soutien logistique, revoient les méthodes policières et formulent des recommandations à cet égard.

#### Commandement de la transition conjointe de la sécurité en Afghanistan (CSTC-A)
Le Commandement de la transition conjointe de la sécurité en Afghanistan (CTCS-A) est composé de personnel civil et militaire, et se consacre principalement à créer un ministère de l’Intérieur ainsi qu’à doter en personnel, à former et à équiper la police nationale afghane (PNA). L'objectif critique des policiers canadiens y étant déployés est de rendre la PNA entièrement opérationnelle, mais aussi d’améliorer la responsabilisation et de mieux faire connaître les secteurs pour lesquels la coalition peut aider les Afghans à prendre la voie de l’autosuffisance.

#### Mission de police de l’Union européenne (EUPOL) en Afghanistan
Comme le décrit l'article 3 de l'action commune du 30 mai 2007, la mission EUPOL Afghanistan « apporte une aide substantielle pour la mise en place, sous gestion afghane, de dispositifs durables et efficaces dans le domaine des opérations civiles de maintien de l’ordre, qui assureront une interaction adéquate avec le système judiciaire pénal au sens large, conformément à l’action menée par la Communauté, les États membres et les autres acteurs internationaux en faveur du renforcement des institutions. En outre, la mission soutiendra le processus de réforme visant la création d’un service de police efficace et digne de confiance, qui opère conformément aux normes internationales, dans le cadre de l’État de droit et respecte les droits de l’homme. »

#### Ambassade du Canada à Kaboul
Le conseiller supérieur de la police / l’agent de liaison apporte son soutien à l’ambassade du Canada à Kaboul en fournissant des conseils d’expert sur la réforme policière, en s’appuyant sur les lignes directrices consolidées du MAECI, sur son expertise personnelle et sur celle de divers contingents canadiens de police civile en Afghanistan. À nouveau, il s’agit de favoriser la transition de la police nationale vers un service de police moderne et viable.

### Opération des Nations unies en Côte d'Ivoire (ONUCI)

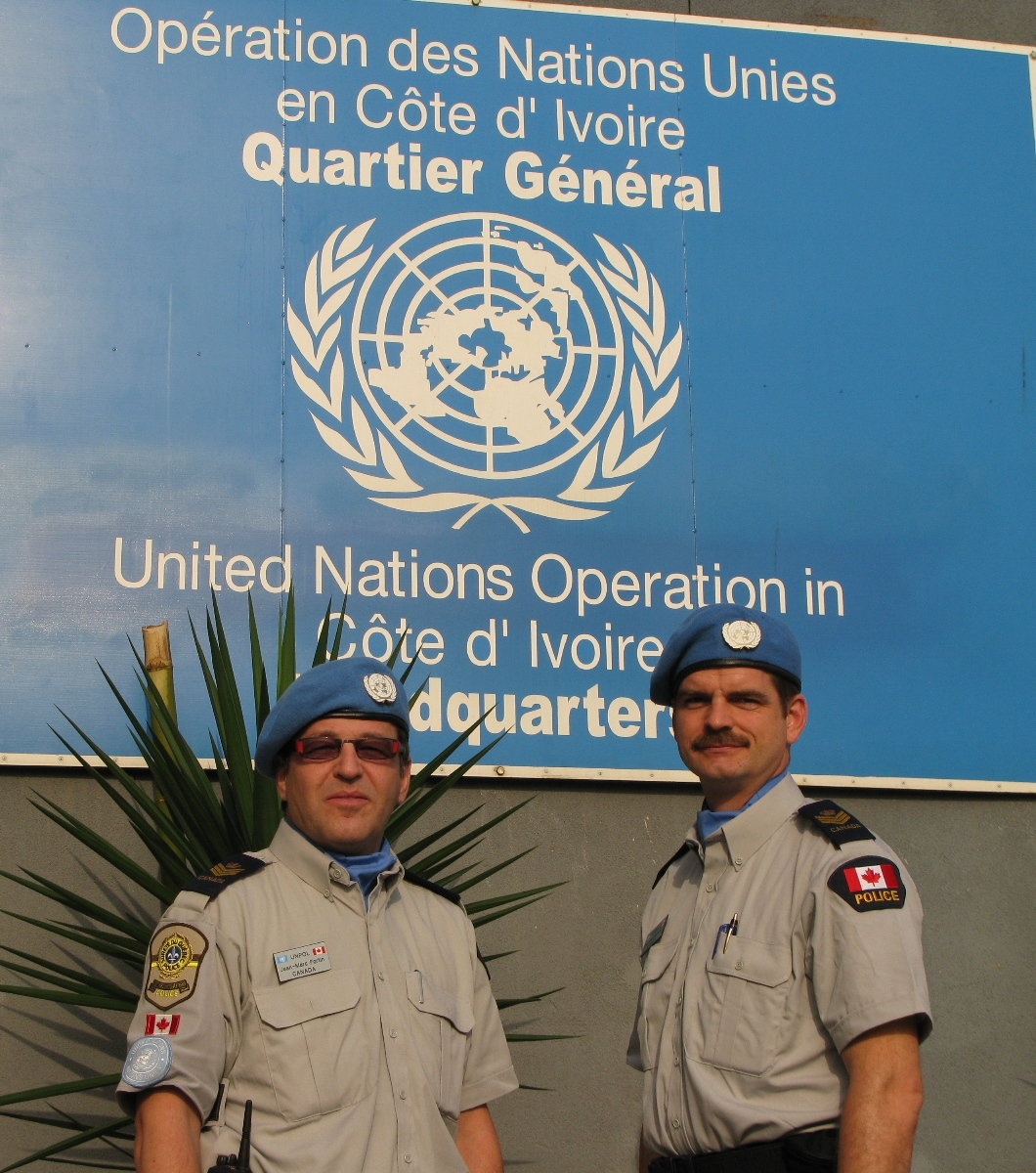
Deux policiers de la Sûreté du Québec en mission onusienne UNPOL en Côte d'Ivoire

- Participation des policiers canadiens : depuis 2004
- Principale langue de travail : français
- Armée - non armée : non armée
- Durée de l’affectation : neuf mois
- Nombre de déploiements autorisés : 5

Le rôle des policiers des Nations unies canadiens en Côte d’Ivoire au sein de l'ONUCI est d’accompagner le processus de résolution de crise. La mission a pour mandat d’aider à rétablir une présence policière dans le pays pour sécuriser les populations, de conseiller les autorités locales sur la restructuration des Services de Sécurité, et d’apporter son expertise professionnelle à la Police et à la Gendarmerie locales.
Ce faisant, le rôle de sécurisation accordé aux UNPOL doit concourir à l’organisation d’élections transparentes et pacifiques. Aussi, la police des Nations unies est impliquée dans le processus de désarmement, de démobilisation et de réinsertion (DDR), et elle apporte son soutien au travail des brigades mixtes présentes sur la ligne verte qui sépare le pays en deux parties.

## Mission de police de l'Union européenne pour les territoires palestiniens (EUPOL COPPS)
- Participation des policiers canadiens : depuis août 2008
- Principale langue de travail : anglais
- Armée - non armée : non armée
- Durée de l’affectation : un an
- Nombre de déploiements autorisés : 2

Cette mission de police a pour objectif de contribuer à la mise en place de dispositifs de police durables et efficaces sous gestion palestinienne, conformément aux meilleures normes internationales. Les policiers canadiens affectés à ce bureau sont chargés d’évaluer les besoins en formation de la police palestinienne et d’assurer l’encadrement, la formation, la dotation en matériel et la professionnalisation de ses membres.

## Missions canadiennes au Soudan
- Participation des policiers canadiens : depuis 2005 (MINUS) et 2007 (MINUAD)
- Principale langue de travail : anglais
- Armée - non armée : non armée
- Durée de l’affectation : neuf mois
- Nombre de déploiements autorisés : 25 pour les deux missions
- Prochain déploiement : février 2009

### Mission préparatoire des Nations unies au Soudan (MINUS)
Les policiers de la Mission préparatoire des Nations unies au Soudan (MINUS) contribuent à restructurer le service de police du Sud-Soudan. Ils sont chargés d’élaborer les fonctions policières de base et de créer un service de police moderne, efficace, juste et impartial, qui respecte la primauté du droit, les droits de la personne et des normes de conduite acceptables à l'échelle internationale.

### Mission des Nations unies et de l’Union Africaine au Darfour (MINUAD)
Les principaux objectifs des policiers canadiens des Nations unies qui participent à la Mission des Nations unies et de l’Union Africaine au Darfour (MINUAD) visent à contribuer à la création d'un milieu propice à la réconciliation nationale, à la paix durable et à la stabilité au Soudan. À cette fin, les policiers canadiens travaillent en collaboration étroite avec les collectivités du Darfour, le gouvernement du Soudan, les militaires des Nations unies, les organismes d'aide humanitaire et d'autres partenaires essentiels. Les policiers déployés au Darfour s’occupent surtout des camps des personnes déplacées et s’emploient à assurer la sûreté et la sécurité d’environ 2,5 millions de personnes qui habitent à ces endroits.